# Ижора (река)
Ижора, раније позната и као Ингер (рус. Ижора, фин. Inkereenjoki), река је на северозападу европског дела Руске Федерације. Протиче преко територија Гатчињског и Тосњенског рејона Лењинградске области и Колпинског рејона федералног града Санкт Петербурга. Лева је притока реке Неве и део басена Финског залива Балтичког мора.

## Географско-хидролошке карактеристике
Река Ижора започиње свој ток из јаког врела на Ижорском побрђу код села Скворици, северозападно од града Гатчине, на северу Гатчињског рејона. Низводно од изворишта тече у смеру истока где протиче преко северне периферије града Гатчине, потом источно од Комунара прелази на подручје Тосњенског рејона где једним мањим делом свог тока представља део природне границе између Лењинградске области и Санкт Петербурга. Код града Колпина улази на територију федералног града Санкт Петербурга, скреће у правцу севера и улива се у реку Неву као њена лева притока код насеља Уст Ижора. У северним деловима протиче преко ниске Приневске низије. Укупна дужина водотока је 76 km, док је површина сливног подручја око 1.112 km².
Ширина и дубина реке постепено расту идући низводно. У горњем делу тока Ижора је бистра и брза река ширине свега 2,36 метара и максималне дубине до 0,66 метара. Код Комунара ширина реке расте до 32 метра, док је максимална дубина до 2,36 метара. У том делу тока проток је у просеку свега око 0,08 m³/s. Максимална ширина реке је у зони ушћа где достиже до 60 метара (на том месту је и максимална дубина са до 4 метра). Просечна брзина тока је 1,25 м/с (или око 4,5 km/сат). Просечан проток је око 11,37 m³/s. Укупан пад корита је 90 метара, или у просеку 1,05 метара по километру тока. Температура воде се креће у вредностима од 6° до 14°C и занимљиво је да се њена површина никада не леди. Степен ујезерености корита је мањи од 1%, док је степен замочварености око 3%.
Карактерише је крашко-нивално-плувијални режим храњења, а доминирају јака крашка врела захваљујући којима река никада не пресушује. Дно је углавном каменито-шљунковито, местимично са наслагама песка, а на местима са брзацима су кречњачке стене. Местимично су на обалама видљиве плаве глине камбријумске старости, пешчари и кречњаци.
У реку Ижору улива се преко 200 притока, од којих је њих 9 дуже од 10 km. На целокупном подручју басена реке Ижоре налази се укупно 466 река. Најважније притоке су Винокурка (дужине тока од 25 km), Чернаја (23 km), Полисарка (15 km), Велика Ижорка (14 km), Парица (13 km), Попова Ижорка (12 km), те Веревка, Лисовка и Сепнаја (све три дужине око 11 km).
- Културни центар „Ижорски” на обалама Ижоре
- Ижора у Колпинском градском парку
- Вознесењска црква на обали реке

## Екологија
Река Ижора је један од најзагађенијих водотока на подручју Лењинградске области, и најзагађенији водоток у хидросистему реке Неве. Главни загађивачи су отпадне индустријске воде.
У ноћи са 30. на 31. мај 2006. дошло је до пукнућа цеви на нафтоводу код села Пионер недалеко од Колпина, и том приликом се у реку Ижору излило преко 99 m³ дизел горива (или 76 тона горива густине 0,77 кг/л). Била је то највећа еколошка катастрофа у историји која је захватила реку Ижору, и уопште средњи и доњи ток реке Неве, а значајан део изливеног горива доспео је и до Финског залива.

## Историја
Након што је Александар Невски 15. јула 1240. напао и у чувеној Невској бици потпуно потукао шведску војску, подручја у басену Ижоре улазе у састав Новгородске републике у чијим границама остају за више од два века (XIII–XV века).
Према подацима катастарских списа из 1500. године, дуж обала реке Ижоре налазила су се укупно 62 насељена места.
Почетком XVII века подручје поново долази под власт Шведске на чијим картама се та област означава као Ингрис (швед. Ingris, Ischora). Цело подручје је коначно враћено у границе Руске Империје током Великог северног рата (1700—1721).
До интензивнијег искориштавања хидропотенцијала реке Ижоре у приведне сврхе долази тек почетком XVIII века када су на реци подигнуте бројне мање бране у којима се прикупљала вода за потребе индустријских комбината на источној периферији Санкт Петербурга и Колпина. У делу тока код Колпина се почетком 19. века изводе обимни радови у кориту Ижоре, дно је очишћено и продубљено, саграђена је нова брана од бетона и два канала за одвођење вишка воде током високог водостаја.
Током Другог светског рата, од краја августа 1941. до јануара 1944. на реци Ижори код Колпина се налазила линија фронта између јединица Вермахта са једне и совјетске Црвене армије са друге стране.